# Морозник
Моро́зник, или Зимо́вник (лат. Helléborus) — род многолетних травянистых растений семейства Лютиковые.

## Ботаническое описание
Листья прикорневые, длинночерешковые, пальчато- или стоповиднорассечённые, кожистые.
Цветки крупные, с пятью зеленоватыми, беловатыми или пурпуровыми неопадающими чашелистиками и мелкими лепестками, переродившимися в трубчато-воронковидные нектарники. Цветение ранней весной.
Формула цветка: {\displaystyle \mathrm {\ast \;Ca_{5}^{Co}\;Co_{5-12}^{N}\;A_{\infty }\;G_{\underline {3-\infty }}} }.
Плод — многолистовка.

## Распространение и экология
14 видов, преимущественно в Европе, особенно в Средиземноморье, на Востоке — до Малой Азии (самым большим разнообразием видов морозника отличаются Балканы).
Обычно морозник произрастает в горах в тенистых местах.

## Значение и применение
Декоративное растение. В цветоводстве применяют главным образом гибридные формы.
Ядовит. В корневищах морозников краснеющего и кавказского содержатся алкалоиды и гликозиды, уже не используемые в медицине как кардиотоническое средство.
Некоторые морозники — медоносы.

## Применение в декоративном садоводстве
Морозники широко выращиваются в садах и как лекарственные, и как высокодекоративные растения. Садоводы особенно ценят их стойкость к заморозкам, зимнее и ранневесеннее цветение и вечнозелёную листву.
Традиционный фаворит сада — Морозник «Рождественская роза» (Helleborus niger): его белоснежные цветки (нередко розовеющие с возрастом) раскрываются посредине зимы. У него есть много культурных сортов с крупными, махровыми или розовыми цветами.
Самый популярный в садоводстве морозник — это, несомненно, Helleborus orientalis и его цветные гибриды (Helleborus × hybridus). В средней полосе России они зацветают в самом начале марта и служат ярким декоративным пятном в тенистом миксбордере, между кустами и под деревьями.

## Гибридные формы
Случайное и преднамеренное скрещивание Helleborus orientalis с некоторыми другими родственными видами и подвидами значительно расширило цветовой диапазон цветков, который охватывает теперь серый, почти чёрный, тёмно-фиолетовый и сливовый, сочно-красный гвоздичный, жёлтый, белый и зелёный. Внешняя поверхность чашелистиков нередко имеет зеленоватый оттенок, который становится более выраженным по мере старения цветка; отдельные цветки часто остаются на растении в течение месяца или дольше. Внутренняя поверхность чашелистиков может быть отмечена жилками, точками или розовыми, красными или фиолетовыми пятнышками. Очень популярен, например, сорт «Picotee», светлые чашелистики которого имеют узкие края более тёмного цвета, или те сорта, тёмные нектарники которых контрастируют со светлыми чашелистиками.
Недавно были выведены растения с махровыми и анемоновидными цветками. Как ни странно, для этой цели пришлось запустить вспять эволюционный процесс, под воздействием которого истинные лепестки морозника переродились в нектарники; теперь именно нектарники становятся материалом для дополнительных лепестков махровых, полумахровых и анемоновидных цветков.
Полумахровые цветки имеют один или два дополнительных ряда лепестков; махровые — больше. Их внутренние лепестки обычно очень похожи на внешние по цвету и форме. Часто у них одинаковая длина, хотя они могут быть немного короче и более узкими, волнистыми или гофрированными. Анемоновидные цветки, в отличие от них, имеют чашевидную форму и не более пяти внешних лепестков кольцом окружающих намного более короткие и изогнутые дополнительные лепестки (иногда воронкообразные — промежуточное звено между лепестками и нектарниками), которые могут отличаться по цвету от внешних лепестков. Эти короткие, дополнительные лепестки (иногда известный как «лепестковидными нектарниками») после опыления опадают.

## Межвидовые гибриды
Садоводы также создали гибриды между более отдалёнными видами. Самым ранним, вероятно, был Helleborus × nigercors, гибрид Helleborus niger и Helleborus argutifolius (раньше называвшимся Helleborus lividus subsp. corsicus или Helleborus corsicus), созданный в 1931 г. Helleborus × sternii, гибрид Helleborus argutifolius и Helleborus lividus, впервые продемонстрированный в 1947, назван в честь знаменитого британского садовода сэра Фредерика Стерна. В последние годы в Великобритании созданы интересные гибриды Helleborus niger и Helleborus thibetanus (Helleborus 'Pink Ice'), и между Helleborus niger и Helleborus vesicarius (Helleborus 'Briar Rose'). Садоводческая ценность этих гибридов проверяется.

## Фольклор и история использования
В народной медицине лекарственными были признаны два вида морозника: чёрный, включавший различные виды морозника, и белый, теперь известный как чемерица белая (Veratrum album, «ложный морозник»). Хотя последний очень ядовит и содержит вератрин и тератогены циклопамина и иервин, это, как полагают, и был «морозник», использованный Гиппократом как очистительное.
Морозник чёрный (Helleborus niger) использовался древними при параличе, подагре и других болезнях, особенно безумии. Чёрный морозник также ядовит, вызывает звон в ушах, головокружение, оцепенение, жажду, чувство удушья, отёк языка и горла, рвоту и очищение кишечника, замедление пульса, и наконец коллапс и смерть от остановки сердца.
Морозник окружают легенды; считается, что он способен вызывать демонов. Helleborus niger, обычно называемый «Рождественской розой», почитался из-за старой легенды, рассказывавшей, как он расцвёл в снегу от слёз юной девушки, которой нечего было подарить Младенцу Христу в Вифлееме. В греческой мифологии, Мелампод использовал морозник, чтобы спасти дочерей царя Аргоса от безумия, вызванного Дионисом, который заставил их бегать голыми по городу, кричать, визжать и плакать.
Во время осады Кирры в 585 году до н. э., морозник, по слухам, использовался греческой осаждающей стороной, чтобы отравить водоснабжение города. Осажденные были столь ослаблены диареей, что были неспособны защитить город от нападения.
Некоторые историки полагают, что Александр Македонский умер из-за передозировки морозника, которым пытался вылечиться.

## Классификация

### Виды

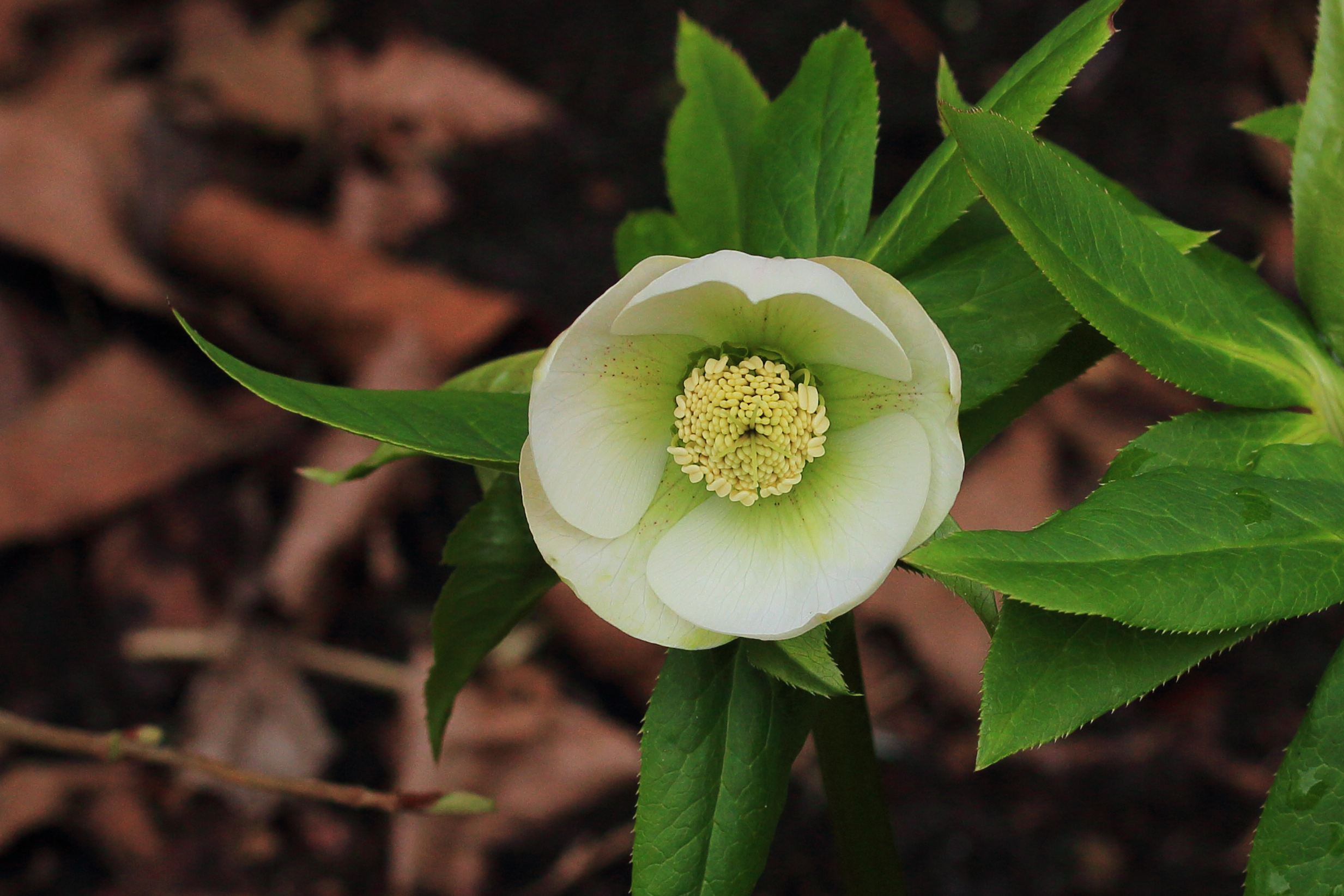
Морозник восточный (Helleborus orientalis)

- Helleborus argutifolius Viv. — Морозник падуболистный
- Helleborus bocconei Ten. — Морозник Бокконе
- Helleborus croaticus Martinis
- Helleborus dumetorum Waldst. & Kit. — Морозник кустарниковый
- Helleborus foetidus L. — Морозник вонючий
- Helleborus lividus Aiton — Морозник синеватый
- Helleborus ×mucheri Rottenst.
- Helleborus multifidus Vis. — Морозник многораздельный
- Helleborus niger L. — Морозник чёрный
- Helleborus odorus Waldst. & Kit. — Морозник душистый
  - Helleborus odorus subsp. cyclophyllus (A.Braun) Strid
- Helleborus orientalis Lam. — Морозник восточный
  - Helleborus orientalis subsp. abchasicus (A.Braun) B.Mathew — Морозник абхазский
- Helleborus purpurascens Waldst. & Kit. — Морозник краснеющий
- Helleborus serbicus Adamović
- Helleborus thibetanus Franch.
- Helleborus vesicarius Aucher ex Boiss.
- Helleborus viridis L. — Морозник зелёный